# Pinta (software)
Pinta é um programa de computador multiplataforma gratuito e open-source utilizado na manipulação e edição de imagem e fotografia, inspirado pelo paint.net, um programa de edição de imagem similar que é limitado a plataforma Windows. Pinta tem mais recursos do que o Microsoft Paint, como transparência e edição por camadas. Comparado com o editor de imagem de código aberto GIMP, Pinta é mais simples e tem menos recursos.